# Western & Southern Financial Group Masters and Women's Open 2008

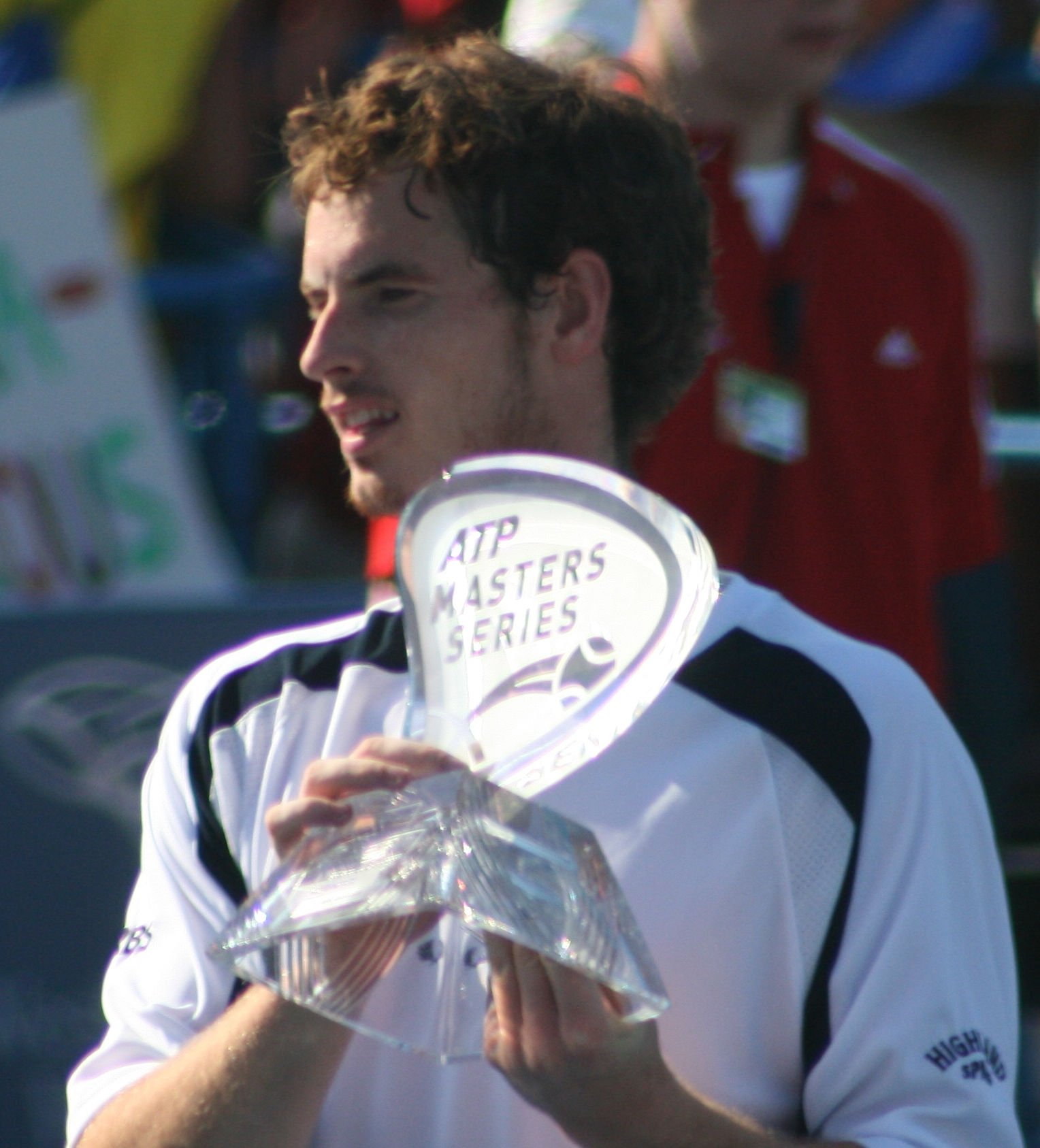
Переможець в одиночному розряді Енді Маррей одержує трофей Мастерс

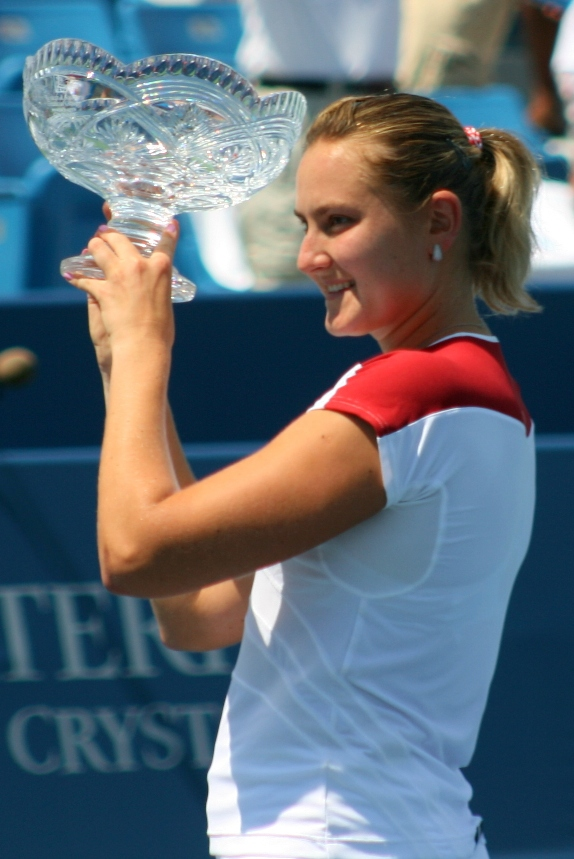
Надія Петрова виграла титул, у фіналі перемігши француженку Наталі Деші

Cincinnati Masters 2008 (також відомий під назвою Western & Southern Financial Group Masters and Women's Open за назвою спонсора) — тенісний турнір, що проходив на відкритих кортах з твердим покриттям. Це був 107-й за ліком Мастерс Цинциннаті. Належав до серії ATP Masters в рамках Туру ATP 2008, і до турнірів 3-ї категорії в рамках Туру WTA 2008. І чоловічі, і жіночі змагання відбулись у Lindner Family Tennis Center у Мейсоні, поблизу Цинциннаті (США). Чоловічі змагання тривали з 26 липня до 3 серпня 2008 року, а жіночі - з 9 до 17 серпня 2008 року.

## Фінальна частина

### Одиночний розряд, чоловіки
Енді Маррей —  Новак Джокович 7–6(7–4), 7–6(7–5)
- Для Маррея це був 3-й титул за сезон і 6-й - за кар'єру. Це був його 1-й титул Мастерс за кар'єру.

### Одиночний розряд, жінки
Надія Петрова —  Наталі Деші 6–2, 6–1
- Для Петрової це був 1-й титул за рік і 8-й - за кар'єру.

### Парний розряд, чоловіки
Боб Браян /  Майк Браян —  Джонатан Ерліх /  Енді Рам 4–6, 7–6(7–2), [10–7]

### Парний розряд, жінки
Марія Кириленко /  Надія Петрова —  Сє Шувей /  Ярослава Шведова 6–3, 4–6, [10–8]